# Jessica Dubé
Jessica Dubé (Drummondville, 29 ottobre 1987) è un'ex pattinatrice artistica su ghiaccio canadese, specializzata nel pattinaggio artistico su ghiaccio a coppie. Pattinando con Bryce Davison ha vinto il bronzo al Campionato del mondo nel 2008.

## Palmarès

### Con Sébastien Wolfe
| Risultati                         | Risultati      | Risultati      |
| Internazionali                    | Internazionali | Internazionali |
| Evento                            | 2011–12        | 2012–13        |
| --------------------------------- | -------------- | -------------- |
| Campionati mondiali               | 12º            |                |
| Campionati dei Quattro continenti | 8º             |                |
| GP Rostelecom Cup                 |                | R              |
| GP Skate America                  |                | R              |
| GP Skate Canada                   | 6º             |                |
| GP Trophée Eric Bompard           | 5º             |                |
| Nebelhorn Trophy                  | 6º             |                |
| Nazionali                         |                |                |
| Campionati canadesi               | 2º             | R              |
| GP = Grand Prix; R = Ritirati     |                |                |

### Con Bryce Davison
| Risultati                                                                     | Risultati      | Risultati      | Risultati      | Risultati      | Risultati      | Risultati      | Risultati      |
| Internazionali                                                                | Internazionali | Internazionali | Internazionali | Internazionali | Internazionali | Internazionali | Internazionali |
| Evento                                                                        | 2003–04        | 2004–05        | 2005–06        | 2006–07        | 2007–08        | 2008–09        | 2009–10        |
| ----------------------------------------------------------------------------- | -------------- | -------------- | -------------- | -------------- | -------------- | -------------- | -------------- |
| Giochi olimpici invernali                                                     |                |                | 10º            |                |                |                | 6º             |
| Campionati mondiali                                                           |                |                | 7º             | 7º             | 3º             | 7º             | 6º             |
| Campionati dei Quattro continenti                                             |                |                |                | R              |                | 2º             |                |
| GP Finale                                                                     |                |                |                |                | 4º             |                |                |
| GP Trophée Eric Bompard                                                       |                |                |                |                |                |                | 2º             |
| GP Cup of China                                                               |                |                | 4º             |                |                |                |                |
| GP NHK Trophy                                                                 |                |                |                |                | 3º             | 3º             |                |
| GP Skate America                                                              |                |                | 6º             |                | 1º             |                |                |
| GP Skate Canada                                                               |                |                |                |                | 2º             | 2º             | 3º             |
| Internazionali: Junior                                                        |                |                |                |                |                |                |                |
| Campionati mondiali                                                           | 2º             | 2º             |                |                |                |                |                |
| JGP Finale                                                                    | 1º             | R              |                |                |                |                |                |
| JGP Cina                                                                      |                | 2º             |                |                |                |                |                |
| JGP Giappone                                                                  | 1º             |                |                |                |                |                |                |
| JGP Messico                                                                   | 1º             |                |                |                |                |                |                |
| JGP USA                                                                       |                | 1º             |                |                |                |                |                |
| Nazionali                                                                     |                |                |                |                |                |                |                |
| Campionati canadesi                                                           | 1º J.          | R              | 2º             | 1º             | 2º             | 1º             | 1º             |
| GP = Grand Prix; JGP = Junior Grand Prix; J. = Categoria Junior; R = Ritirati |                |                |                |                |                |                |                |

### Con Samuel Tetrault
| Internazionali                                              | Internazionali | Internazionali |
| Evento                                                      | 01–02          | 02–03          |
| ----------------------------------------------------------- | -------------- | -------------- |
| Campionati mondiali junior                                  |                | 9º             |
| JGP Finale                                                  | 6º             | 2º             |
| JGP Canada                                                  |                | 3º             |
| JGP Germania                                                |                | 1º             |
| JGP Giappone                                                | 2º             |                |
| JGP Paesi Bassi                                             | 3º             |                |
| Nazionali                                                   |                |                |
| Campionati canadesi                                         | 1º N.          | 1º J.          |
| Categorie: N. = Novice; J. = Junior JGP = Junior Grand Prix |                |                |

### Individuale femminile
| Internazionali                                    | Internazionali | Internazionali | Internazionali | Internazionali | Internazionali | Internazionali | Internazionali | Internazionali |
| Evento                                            | 2001–02        | 2002–03        | 2003–04        | 2004–05        | 2005–06        | 2006–07        | 2007–08        | 2010–11        |
| ------------------------------------------------- | -------------- | -------------- | -------------- | -------------- | -------------- | -------------- | -------------- | -------------- |
| JGP Cina                                          |                |                |                | 3º             |                |                |                |                |
| JGP Germania                                      |                |                |                | R              |                |                |                |                |
| JGP Messico                                       |                |                | 3º             |                |                |                |                |                |
| JGP Polonia                                       |                |                | 6º             |                |                |                |                |                |
| Internazionali: Novice                            |                |                |                |                |                |                |                |                |
| Mladost Trophy                                    | 3º             |                |                |                |                |                |                |                |
| Nazionali                                         |                |                |                |                |                |                |                |                |
| Campionati canadesi                               | 2º N           | 5º J           | 2º J           |                | 8º             | R              | 6º             | 6º             |
| Categorie: N. = Novice; J. = Junior WD = Withdrew |                |                |                |                |                |                |                |                |